# Hemitelia muricata
Hemitelia muricata là một loài thực vật có mạch trong họ Cyatheaceae. Loài này được (Willd.) Fée mô tả khoa học đầu tiên năm 1852.